# 盛吉県 (遼寧省)
盛吉県（せいきつ-けん）は中華人民共和国遼寧省にかつて存在した県。現在の北票市南東部に相当する。
遼代に黔州の州治として設置された。金代に廃止されている。